# Cabreira (Salvatierra de Miño)
San Miguel de Cabreira es una parroquia pontevedresa, situada en el municipio de Salvatierra de Miño. Según el censo municipal de 2004 tenía 435 habitantes (236 mujeres y 199 hombres), distribuidos en 22 entidades de población, lo que supone una merma en relación con el año 1999 cuando tenía 478 habitantes. Según el IGE, en el 2014 su población había crecido hasta los 442 habitantes, siendo 220 hombres y 222 mujeres. En los últimos datos de este, del 2020, descendía hasta los 421 habitantes, 203 hombres y 218 mujeres, siendo el lugar de O San Roque el más poblado con 50 habitantes censados.

## Geografía
La parroquia de Cabreira se localiza en el oeste del ayuntamiento, siendo atravesada por el río Caselas. Presenta las pequeñas elevaciones de los montes Curros (144 m) y de O Viso (142 m). Cerca de los lindes de la parroquia encontramos el río Tea y su desembocadura en el Miño, siendo el puente que salva este río, el puente de la Fillaboa, históricamente fundamental para las comunicaciones de Cabreira.

## Historia
Se tiene constancia de distintas variantes del topónimo utilizadas en el pasado, como Cabral o Capraria. Aparece ya en documentos del siglo XIII nombrada como Cabreyra, como en el contrato de foro de 1297 en el que el monasterio de Oia compra una pieza de viña en el «aral de Cabreyra».
En la Edad Moderna contamos con las valiosas fuentes del Catastro de Ensenada, que describe la realidad socioeconómica de la parroquia en 1752 y la del censo de Floridablanca, de 1789. El Catastro de Ensenada señala que el señor jurisdiccional de Cabreira era el conde de Salvaterra y los preceptores del diezmo el cura de Cabreira y el arcediano de la Catedral de Tui. Frente a los 365 que describiría décadas después el censo de Floridablanca, el Catastro de Ensenada describe una población de 346 habitantes, destacando en las ocupaciones de sus pobladores la existencia de un cirujano sangrador en la parroquia, así como la de un herrero, tres carpinteros o dos sastres. Mientras tanto, la agricultura era sin duda la más importante actividad económica de la parroquia y de la zona. Según este texto, en Cabreira destacaba un amplio uso de los terrenos de secano respeto al resto de parroquias del ayuntamiento, igualando estos en superficie a los de regadío. Además, cabe nombrar que la parroquia contaba con una devesa real, tres molinos y dos tabernas.
Ya en la Edad Contemporánea, la parroquia aparece descrita en el Diccionario geográfico-estadístico-histórico de España y sus posesiones de Ultramar. Se califica cómo de pintoresca localización, por su cercanía al inmediato reino de Portugal y a sus villas. Esboza terrenos fértiles en los que si crecían robles y castaños, en los que existen muchos y sabrosos pastos además de fuentes de exquisitas aguas. Menciona los tres molinos de harina así como una producción agrícola variada, acompañada de la crianza ganadera, de la caza y de la pesca.

## Patrimonio

#### Conjunto de la iglesia de San Miguel

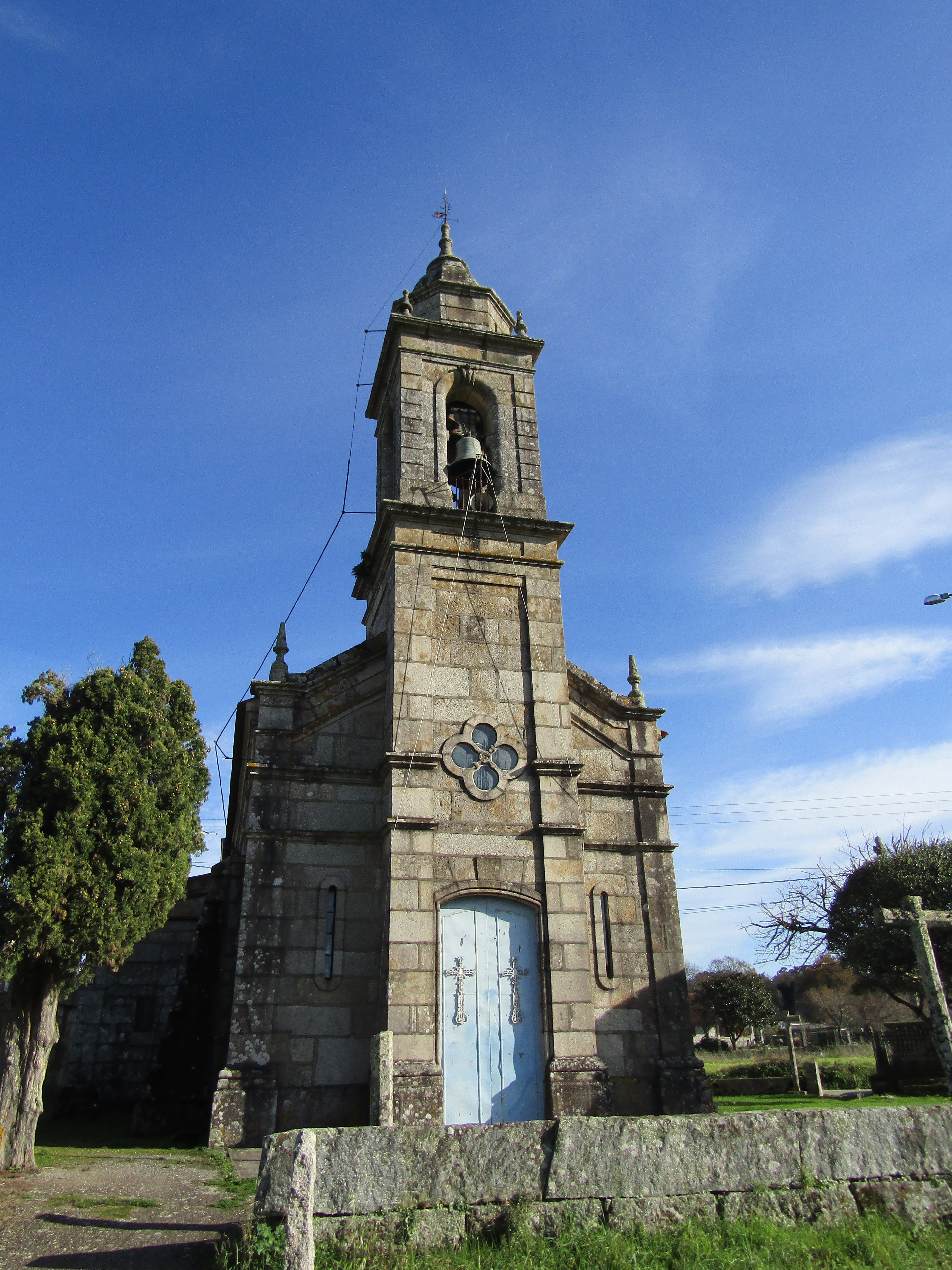
Fachada delantera de la iglesia parroquial

Iglesia en forma de cruz latina con una sola nave, además de dos capillas laterales. Fue construida en el 1710, como indica el epígrafe grabado en la parte posterior de la iglesia, que dice: «HESTE CORO MANDO HACER DON TOMÁS SALGADO AÑO DE 1710». Sobre esta inscripción encontramos un escudo bien labrado y conservado de la familia de los Salgado, que incluye la máxima «SALGA POR DONDE SALIERE». Se conservan cuatro retablos, uno en la capilla del Carmen, otro en la capilla de la Inmaculada, un retablo sin altar dedicado a la Virgen de las Angustias y Ánimas y el retablo mayor dedicado a San Miguel. Se caracteriza por un marcado sentido horizontal, con una hornacina central ocupada por el Crucificado, la Virgen y San José y con un ático presidido por el patrón San Miguel, acompañado en los laterales por San Sebastián y Santa Lucía. Está rematado con el escudo de armas de los Salgado, lo que, junto con el escudo de la fachada posterior, sirve para manejar la muy probable posibilidad de que el clérigo e hidalgo Tomás Salgado hubiera sido el mecenas de la construcción. Por similitudes estilísticas y coincidencia histórica, se piensa que el escultor encargado de la obra podría ser el artesano de Templetes Domingo Rodríguez de Pazos.
En el atrio de la iglesia parroquial se distribuyen las estaciones del viacrucis, con un total de 14 cruces entre completas y estropeadas, de un tamaño medio de unos 2,4 m, midiendo algo menos las correspondientes a El Buen Ladrón y El Mal Ladrón del calvario, constando estas de 1,78 m y 92 cm respectivamente. 
A pocos metros, en el lateral derecho de la iglesia, se encuentra el crucero de la Inmaculada, protegido por reja de hierro, que rodea también el ataúd del abad Don Alberte González. El capitel tiene una bola del mundo franqueada por ángeles, con dos de ellos que parecen sostenerla. Arriba, la Inmaculada Concepción aparece aplastando la cabeza de una serpiente. En el lateral izquierdo de la reja existe una placa de mármol con la inscripción «A LA PROTECTORA DE CABREIRA EN EL QUINCUAGÉSIMO AÑO DE SU CONCEPCIÓN, A.D. MCMIIII, J. BALIÑO». El texto se refiere a la proclamación del dogma de la Inmaculada Concepción en la carta apostólica Ineffabilis Deus, promulgada en el 1854 por el papa Pio IX. Por tanto, los números romanos indican la fecha de la construcción del crucero, cincuenta años después en el 1904, así como el párroco en el momento «A.D» y el herrero y la marmolería encargada de la placa, «J. Baliño» de Vigo.

#### Crucero de As Arras
En un cruce de caminos del lugar de As Arras se levanta el tercer crucero de la parroquia, con una columna octogonal que muestra en la parte más baja un corazón con los tres clavos y más alto a Santo Antonio con el niño Jesús. Sobre el capitel se yergue por delante un Cristo crucificado con detalles en el paño y en las manos y por la espalda la Virgen María de pie con las manos en el pecho.

#### Conjunto de San Roque

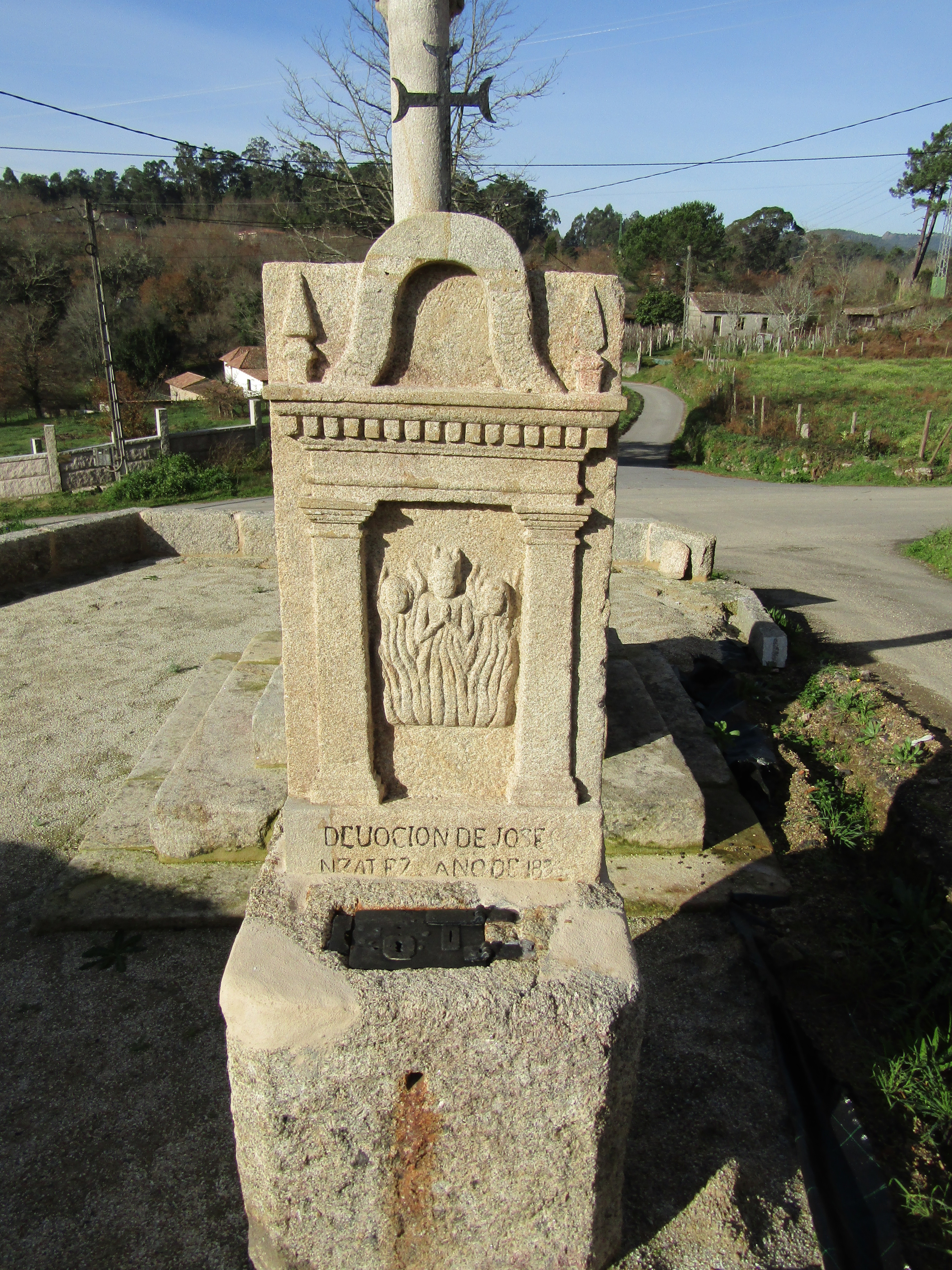
Peto de Ánimas de San Roque

El Plan Básico Autonómico inventaría varios bienes patrimoniales dentro de este conjunto de San Roque. Estos elementos serían la capilla, el palco de la Música y el crucero y Peto de Ánimas de San Roque. La capilla es un pequeño templo de nave única rectangular en devoción al santo al que se le dedica la fiesta mayor de Cabreira, San Roque, que da el nombre a este barrio. Este tiene un pequeño retablo dedicado en el interior de la misma. A un lado de la capilla se sitúa el palco de la Música, de plano octogonal con cubierta de madera, con un suelo abovedado por construcción. Cuenta con una placa en la que se informa de que fue donado por los hijos de la parroquia residentes en Buenos Aires en el año 1929. Está situado en el que fue el lugar de la fiesta de la parroquia hasta el traslado de este al Río. A unos 40 metros de distancia de la iglesia y del palco, en un cruce de caminos, se sitúa el Crucero y el Peto de Ánimas de San Roque, de 1783. En la base del crucero encontramos un epígrafe con una oración grabada en mármol, que es casi idéntica a la del crucero y peto de la Magdalena, en Cangas. Por esta coincidencia textual y por el estilo y hechura del crucero, es posible que el artífice de la obra haya sido el mismo, Ignacio Cerviño Quinteiro. Sostenido por una columna cilíndrica con base cuadrada, el capitel está rodeado de cuatro chavales que parecen sostenerlo, uno en cada vértice. La cruz es cilíndrica y el Cristo está bien definido, con la cabeza ladeada y una corona metálica de espinas. A su derecha hallamos un ángel que recoge la sangre con una gran copa, y al pie de la cruz hay cuatro figuras con corona metálica. En el varal del crucero aparece la Inmaculada Concepción posada en el Mundo y pisando la cabeza de una serpiente, igual que aparece en el Crucero de la Inmaculada. 
El 'peto' de ánimas cuenta con un retablo en el que las ánimas se ven enmarcadas entre dos columnas, siendo el ánima del centro un sacerdote en posición orante. Fue mandado construir por Xosé González en 1783, como indica un epígrafe en la obra. En la mesa aparece el cajón de las limosnas a lo que actualmente no se le da uso. Tanto el crucero como el bolsillo de ánimas fueron restaurados por el ayuntamiento de Salvaterra de Miño en verano de 2021.

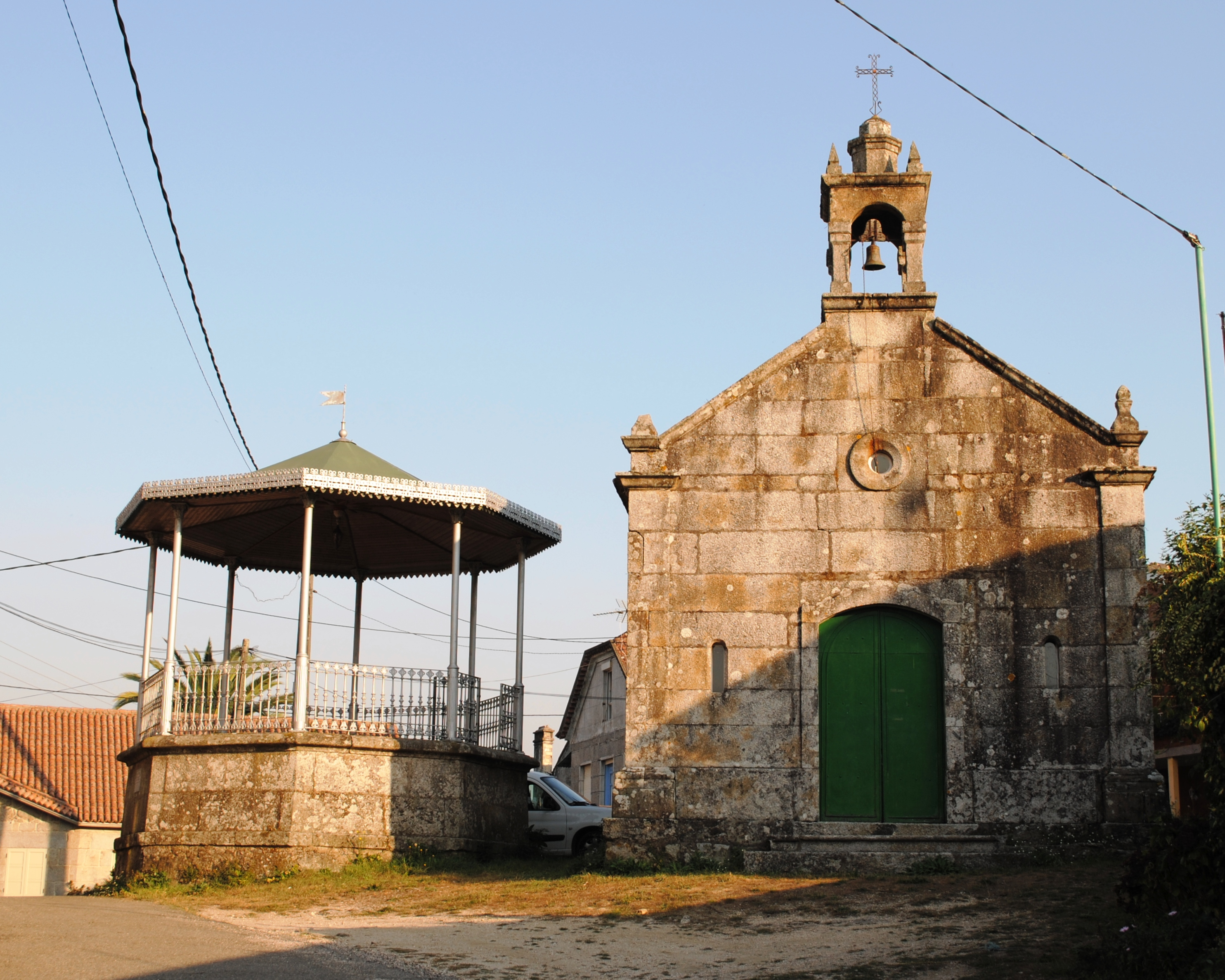
Capilla y palco de San Roque
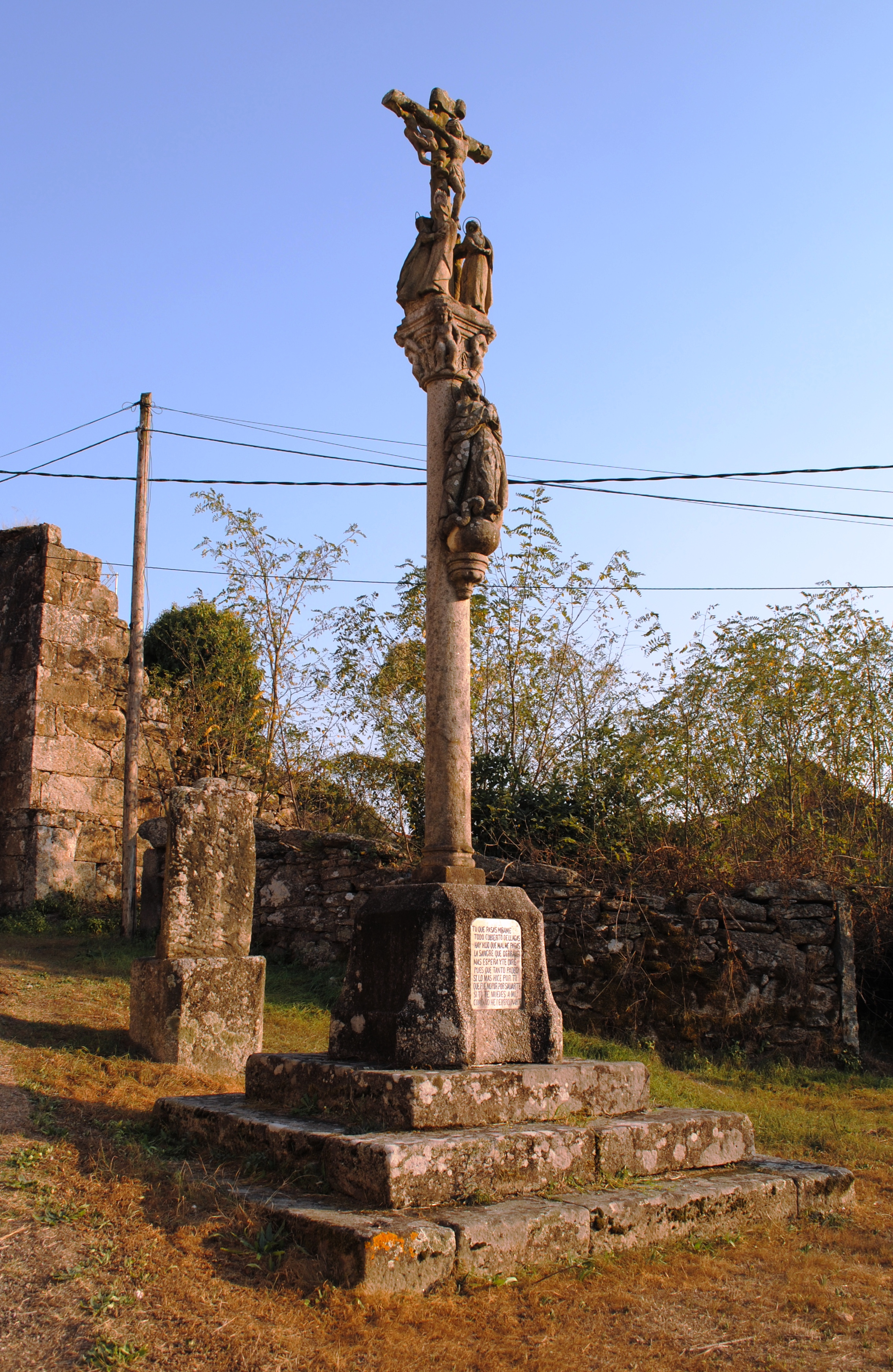
Crucero de San Roque
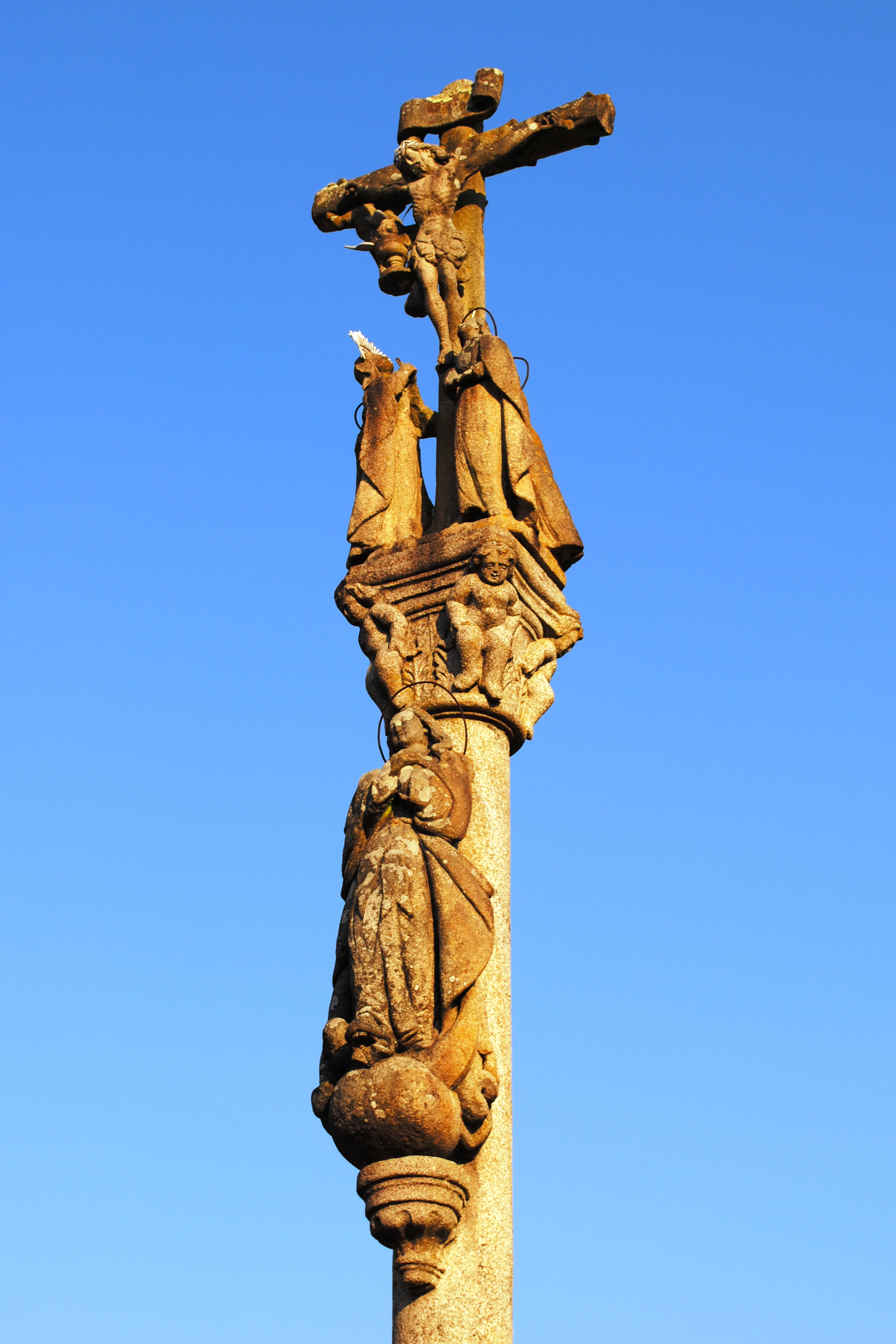
Detalle de la iconografía y cruz del crucero de San Roque
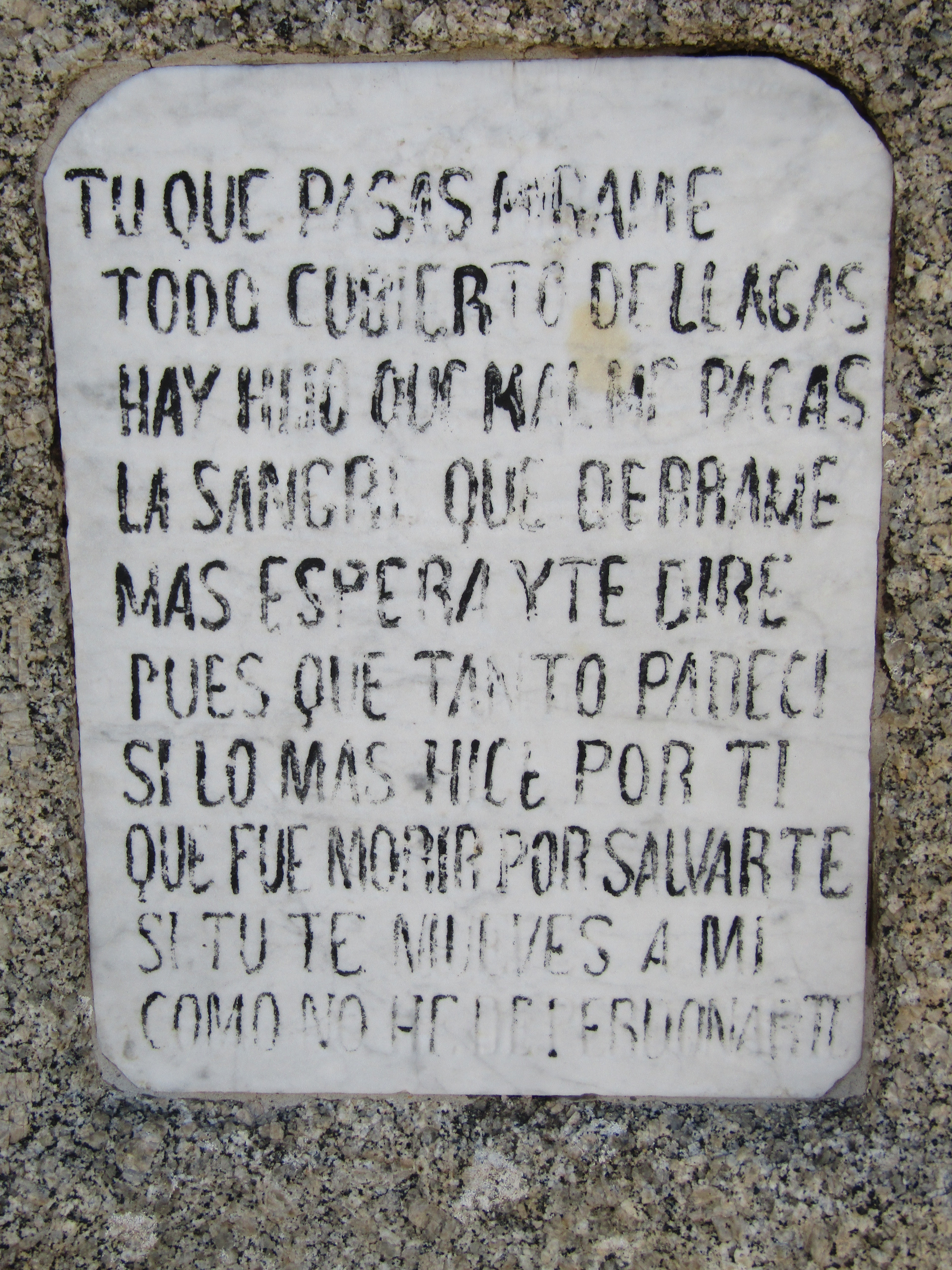
Epígrafe del crucero de San Roque
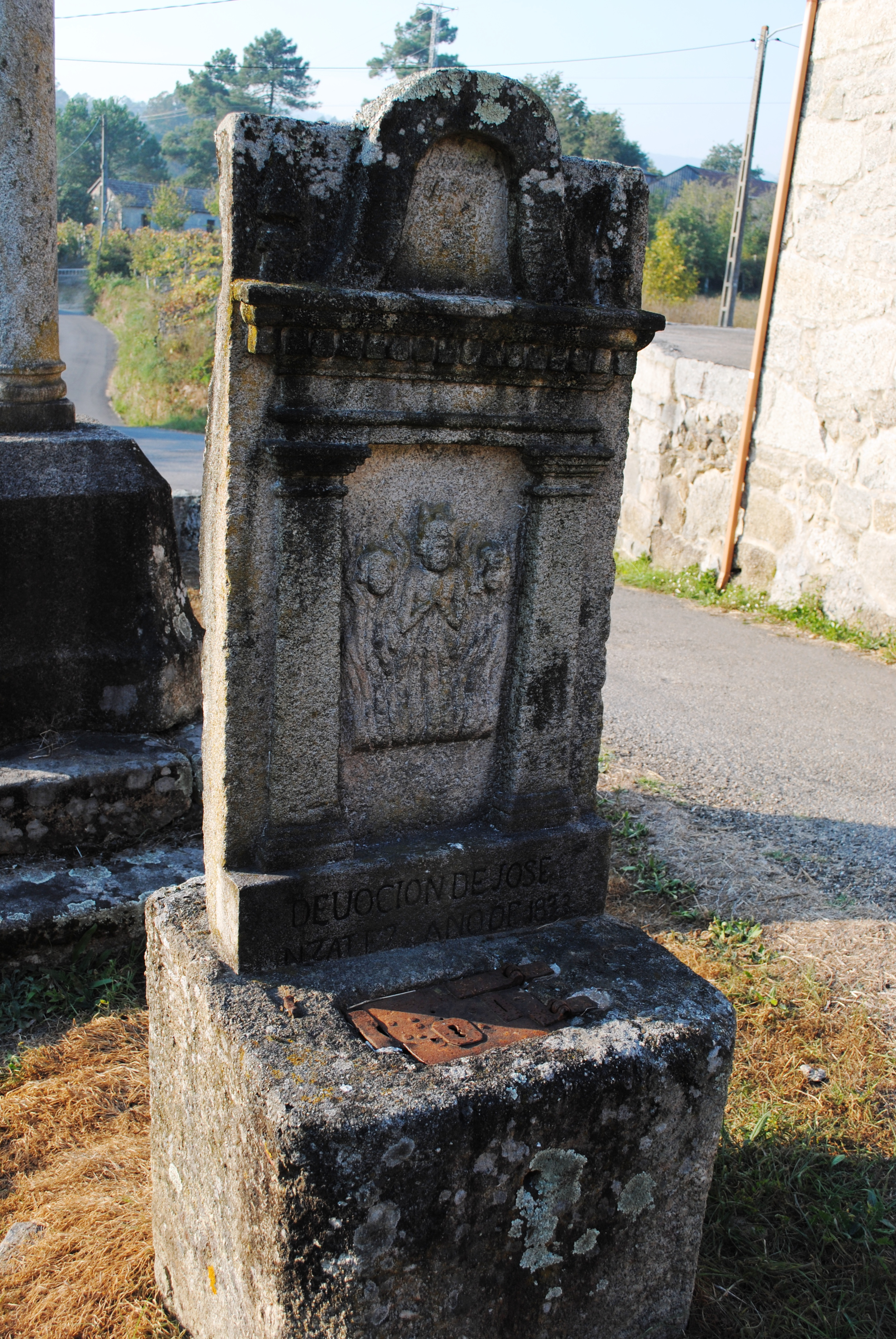
Peto de ánimas, 1833
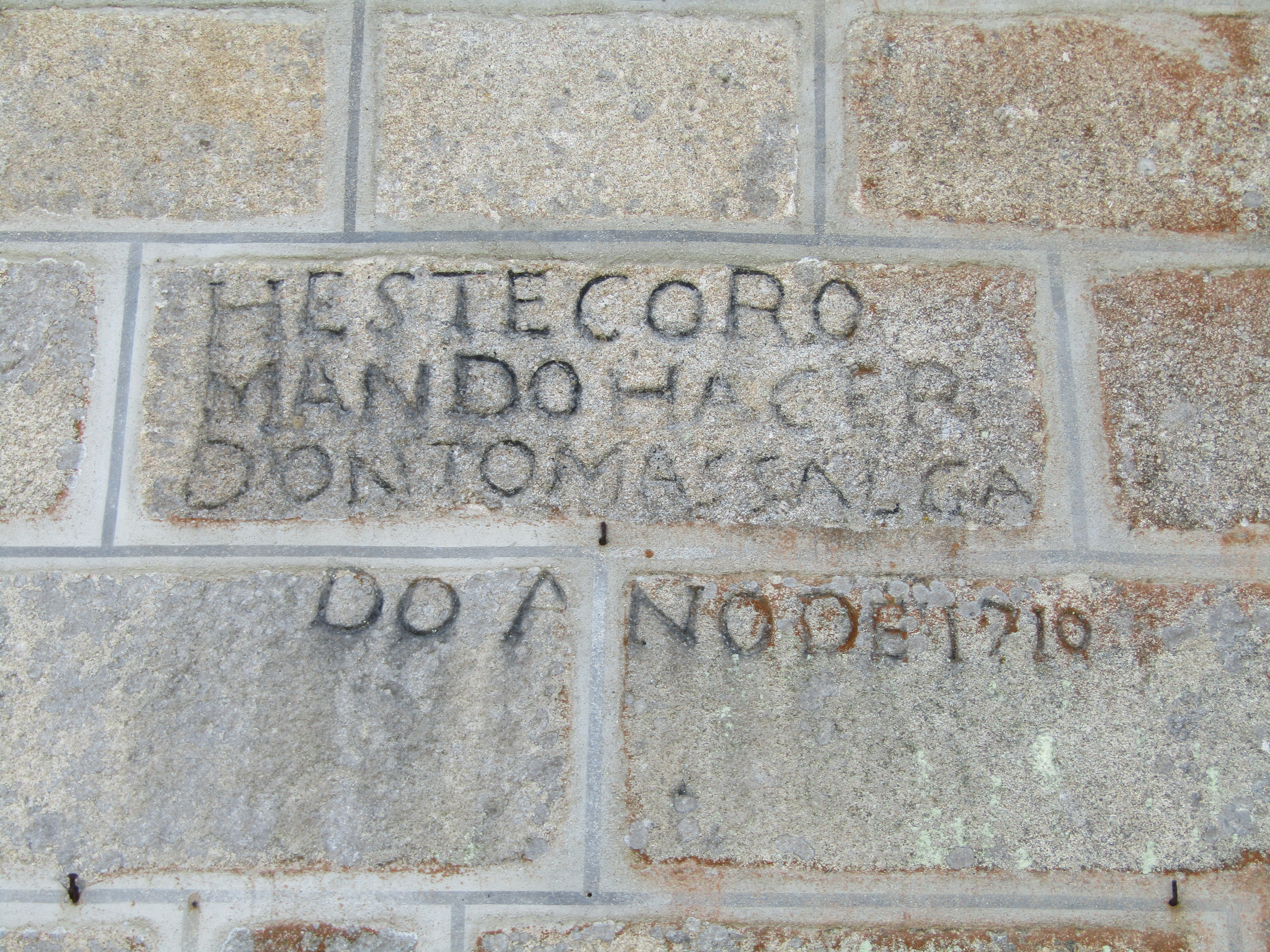
Inscripción en la parte posterior de la iglesia parroquial
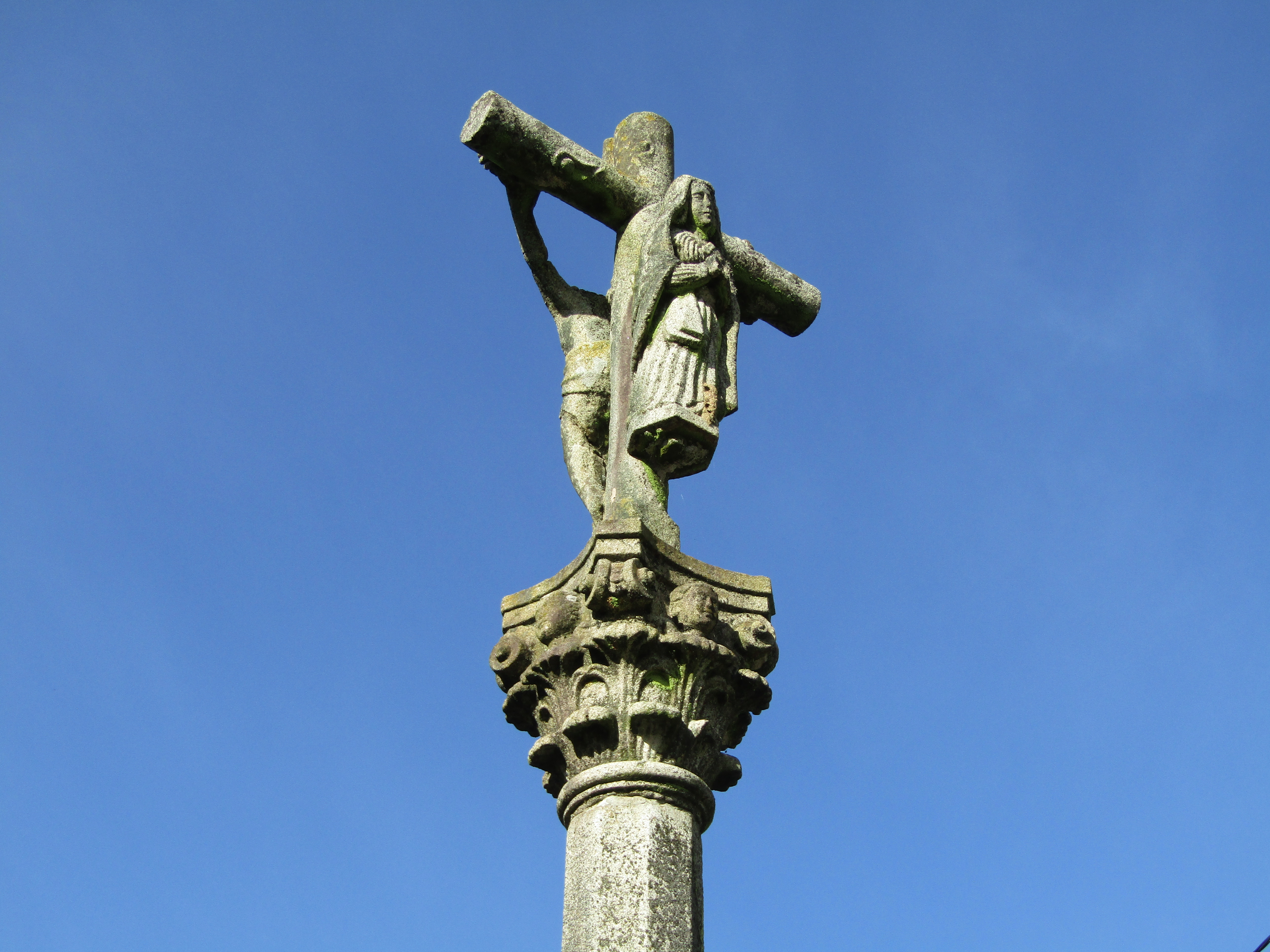
Cruz del Crucero de As Arras
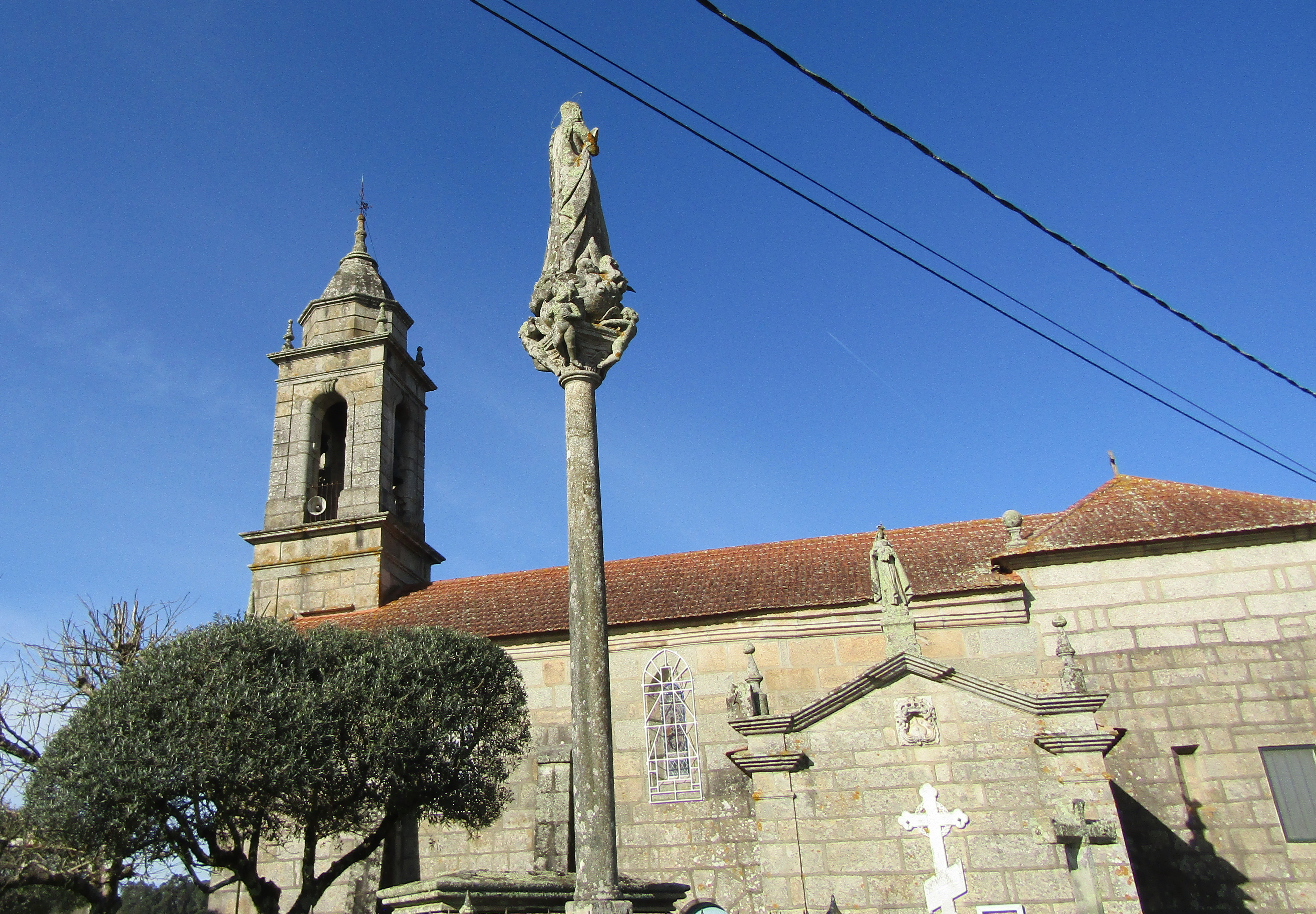
Crucero de la Inmaculada con la iglesia por la espalda

#### Cruz del Campo de la Misión

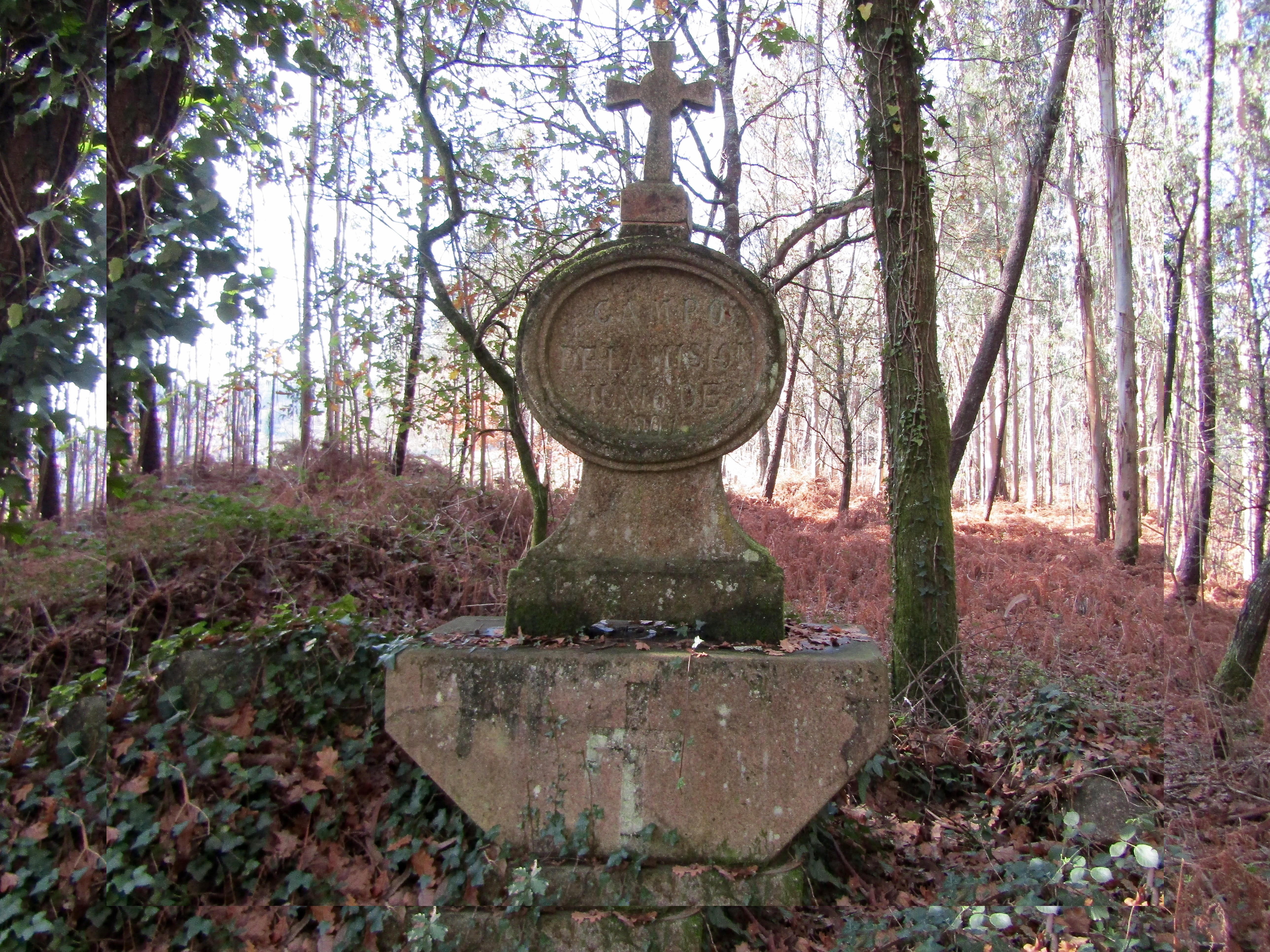
Cruz del Campo de la Misión

En As Leiriñas, en el barrio de la Devesa, se halla esta cruz baja en la orilla de la carretera secundaria que conecta Cabreira con Alxén, en medio de un bosque de pinos. Se trata de un altar de una piedra sobre el que un círculo sirve a su vez de pilar para una cruz pequeña. En este círculo está inscrito «CAMPO DE LA MISIÓN JUNIO DE 1901», ya que conmemora la Santa Misión llevada a cabo por los jesuitas en este año. En concreto los sacerdotes convocantes fueron Rafael Vicente y el salmantino Ignacio Santos, ambos con amplia experiencia en misiones populares. Tense constancia de la existencia de un crucero en este Campo de la Misión, que fue destruido o espoliado. En este existía una inscripción que rezaba «AQUÍ SE CELEBRARON 18 MISAS COMULGARON 14.000 ASISTIERON 13 PARROQUIAS». Esto da una imagen de la gran importancia que tenían estos acontecimientos en el momento, que buscaban lugares amplios donde pudieran reunirse grandes cantidades de personas, eligiendo además lugares estratégicos como es este, que funciona como encrucijada de los ayuntamientos de Salceda de Caselas y Salvaterra de Miño, así como de las parroquias de Arantei, Entenza y Alxén. Existe en Cabreira un segundo elemento que recuerda esta misión. Se trata de una cruz de mármol blanco colgada en la fachada lateral de la iglesia parroquial, que cuenta con la siguiente inscripción «ACUÉRDATE DE TUS NOVÍSIMOS Y NUNCA PECARÁS», cita bíblica, JHS, abreviatura de la Compañía de Jesús, «SANTA MISIÓN DADA POR LOS P.P SANTOS Y VICENTE S.J. SIENDO C.P. DON A.M.G JUNIO DEL AÑO 1901», siendo A.M.G Alberte González, párroco que reposa en el ataúd del Crucero de la Inmaculada.

#### Arquitectura civil
Destaca en la parroquia el Pazo da Gaviñeira, edificio con planta en U situado en el lugar de A Pousa, con una de las alas rematada por una torre cuadrada y la otra dotada de una galería con arcos al largo de la fachada. En la puerta puede verse inscrito «LA MANDÓ HACER D. XACINTO VALENZUELA EN 18 "... "». 
En una explanada fluvial al lado del río Caselas encontramos un molino moledor con una planta rectangular, paredes de cantería y cubierta a dos aguas, presentando dos agujeros del infierno y en el lado contrario dos canalizaciones.
En cuanto a la arquitectura contemporánea sobresale la vivienda-farmacia construida en el lugar de O Cerdeiral por los arquitectos Faustino Patiño y Juan Ignacio Prieto, en un ancho edificable de tan sólo 5 metros. Ha recibido diversos reconocimientos entre los que se encuentran el primer premio en el XIV Premio COAG de Arquitectura en la categoría de Obra primera, Obra de Arquitectos en el comienzo de su carrera profesional, o el premio COAG Gran de Área 2008, así como su selección para la XI Bienal Española de Arquitectura y Urbanismo.

## Fiestas
Aunque el patrón de la parroquia es San Miguel, la fiesta mayor se celebra el 16 de agosto en honor de San Roque. En los días previos se realiza una novena en devoción al santo y el 15 se hace una tirada de fuegos anunciando la fiesta. El día 16 se celebran varias misas en la capilla dedicada a este santo, una de ellas solemne, seguida de una procesión alrededor del templo, que es acompañada por pasacalles de una banda de música con posterior concierto de esta en el campo de la fiesta, conocido como O Río. Aquí suelen celebrarse verbenas con orquestas gallegas tanto el día del santo, como el día siguiente, conocido como Festa do Can (Fiesta del Perro en castellano), en referencia al perro que acompaña a San Roque en su iconografía.
Están descritas las características de esta fiesta en el pasado, a través de la publicación de un anuncio del programa de estas en el periódico olívico Faro de Vigo, que el 12 de agosto de 1890 ya anunciaba la «tirada de bombas y gran repique de campanas» en la víspera de la festividad así como la actuación de las bandas de Puenteareas y Paramos. También se documentan tradiciones ya perdidas como la actuación de «cabezudos acompañados por gaitas del país» o la «elevación de gran porción de globos de caprichosas formas y voladores, quemándose al último dos bonitos castillos y una serpentina, no faltando los conocidos fuegos de silbato».